# Scutovertex ornatus
Scutovertex ornatus är en kvalsterart som beskrevs av Bulanova-Zachvatkina 1964. Scutovertex ornatus ingår i släktet Scutovertex och familjen Scutoverticidae. Inga underarter finns listade i Catalogue of Life.